# Strontiumsuccinaat
Strontiumsuccinaat is het strontiumzout van barnsteenzuur. 

## Vorming
Strontiumsuccinaat kan gevormd worden door neutralisatie van barnsteenzuur met strontiumhydroxide of door de reactie in waterige oplossing van strontiumchloride met barnsteenzuur.

## Eigenschappen
In de vaste fase komt strontiumsuccinaat voor als een fijn wit poeder en, naargelang de temperatuur, als een van twee polymorfen. De omkeerbare transformatie tussen beide treedt op bij ongeveer 50°C. De lagetemperatuurvorm heeft een monokliene kristalstructuur, de hogetemperatuurvorm een tetragonale. Nochtans kunnen beide polymorfen ook samen voorkomen bij kamertemperatuur. De kristallen zijn stabiel tot ongeveer 350°C; daarboven treedt decompositie in. Een smeltpunt is niet gekend. Het zout is weinig oplosbaar in water; de oplosbaarheid bij kamertemperatuur is ongeveer 1,137 g/l.

## Toepassing
Van een aantal strontiumzouten is geweten dat ze de botgroei bevorderen en gebruikt kunnen worden voor de behandeling of de preventie van osteoporose. Dit is onder meer het geval met strontiumranelaat, en strontiumsuccinaat komt hiervoor ook in aanmerking.